# 小川啓之
小川 啓之 (おがわ ひろゆき、1961年3月23日 - ) は、日本の実業家。

## 人物
大阪府出身。1985年京都大学大学院金属加工学修士課程修了。小松製作所入社。
2004年コマツアメリカ株式会社チャタヌガ工場長、2007年生産本部大阪工場管理部長、2010年執行役員生産本部茨城工場長、2013年執行役員生産本部調達本部長、2014年執行役員インドネシア総代表、2015年常務執行役員、2016年常務執行役員生産本部長、2018年4月専務執行役員、6月取締役専務執行役員、2019年代表取締役社長CEO。